# Lilian Raolisoa
Lilian Raolisoa, né le 16 juin 2000 à Angers, est un footballeur français qui joue au poste de défenseur droit à Angers SCO.

## Biographie

### Jeunesse et formation
Né le 16 juin 2000 à Angers dans une famille d'origine malgache et martiniquaise, c’est à l’âge de deux ans que Lilian s’installe avec sa famille à Toulouse. Passionné de football, le jeune défenseur commence le foot à l’âge de sept ans dans le club de la ville de Grisolles. 
Il porte ensuite les couleurs du TéFéCé deux années alors qu’il est âgé de 11 ans, puis joue pour différents clubs de la région, avant de revenir dans le club de sa ville natale et d’intégrer le centre de formation d’Angers SCO en 2017. 
Passant par les moins de 19 ans puis la National 2 avec l'équipe réserve, Lilian goûte aux entraînements du groupe professionnel avant d’être convoqué à 23 ans pour la première fois avec l’équipe première pour le déplacement sur la pelouse du Parc des Princes le 11 janvier 2023.

### Carrière en club

#### Angers SCO (depuis 2023)
Le 15 janvier 2023, Lilian dispute son premier match avec Angers SCO contre Clermont Foot lors d'une défaite deux buts à un. Le 27 mai 2023, lors de la 37e journée de Ligue 1, Lilian inscrit son premier but en professionnel lors d'une victoire deux buts à un contre l'ESTAC Troyes.
il prend part à sept matchs de championnat et le 27 juin 2023, Lilian paraphe son premier contrat professionnel pour une durée de trois ans, il est désormais lié au club jusqu’en juin 2026.
Relégué en Ligue 2, il trouve sa place dans le onze type la saison suivante, prenant part à trente-six rencontres et aide le club à retrouver l'élite.
Le 30 juillet 2025, Lilian Raolisoa prolonge avec Angers SCO, il est désormais lié au club Angevin jusqu’en 2028.